# NGC 3323
NGC 3323 is een balkspiraalstelsel in het sterrenbeeld Kleine Leeuw. Het hemelobject werd op 15 maart 1877 ontdekt door de Franse astronoom Édouard Jean-Marie Stephan.

## Synoniemen
- UGC 5800
- MCG 4-25-36
- ZWG 124.49
- IRAS10368+2535
- PGC 31712